# David Fairclough
David Fairclough (Liverpool, 5 gennaio 1957) è un ex calciatore inglese, di ruolo attaccante.

## Carriera

### Club
Ha militato nel Liverpool per nove anni dal 1974 al 1983, riuscendo a vincere praticamente tutto con la maglia dei Reds sia in patria che in Europa, anche se venne impiegato prevalentemente come riserva di lusso rispetto ai più quotati John Toshack, Kevin Keegan, Kenny Dalglish e Ian Rush.
In seguito decide di tentare un'esperienza in Canada nei Toronto Blizzard ed una in Svizzera nel Lucerna. Nel 1985 ritorna per un anno e mezzo in patria con il Norwich City e l'Oldham Athletic. Nel 1986 passa ai belgi del Beveren rimanendovi per tre stagioni. Nel 1989 rientra definitivamente in Inghilterra prima nel Tranmere Rovers e poi nello Wigan, dove chiude la carriera nel 1991.

### Nazionale
Ha giocato una gara nella Nazionale Under 21 inglese nel 1977.

## Palmarès

### Competizioni nazionali
- Campionato inglese: 6

Liverpool: 1975-1976, 1976-1977, 1978-1979, 1979-1980, 1981-1982, 1982-1983
- Charity Shield: 5

Liverpool: 1976, 1977, 1979, 1980, 1982
- Coppa di Lega inglese: 3

Liverpool: 1980-1981, 1981-1982, 1982-1983
- Football League Trophy: 1

Tranmere: 1989-1990

### Competizioni internazionali
- Coppa dei Campioni: 3

Liverpool: 1976-1977, 1977-1978, 1980-1981
- Coppa UEFA: 1

Liverpool: 1975-1976
- Supercoppa UEFA: 1

Liverpool: 1977